# Schism (chanson)
Singles de Tool
Forty Six & 2
(1998) Parabola
(2002)
Schism est une chanson du groupe américain Tool. Il s'agit du premier single et du premier clip de leur troisième album, Lateralus. La chanson a atteint deuxième place sur le Billboard Mainstream Rock Tracks chart en juin 2001.
La même année, Tool se voit décerner le Grammy Award de la meilleure prestation metal pour cette chanson.
La chanson a été publiée sous forme d'un single DVD le 20 décembre 2005. Il contient le clip vidéo, des commentaires de David Yow et un remix de Lustmord.

## Aspect général
Schism est connue pour constituer un parfait exemple des tendances de Tool à manier des rythmes et des changements de métrique complexes. La chanson est aussi célèbre pour le riff de basse qui en fait l'introduction. 
La chanson est présente dans le jeu vidéo Guitar Hero : World Tour.

## Mesures
Schism est reconnue pour son usage de chiffrages de mesure peu communs, et notamment la fréquence à laquelle ces chiffrages changent. Ainsi, la chanson change au total 47 fois de chiffrage. Elle commence par deux mesures 5/4, suivies par une 4/4 puis alternativement 5/8 et 7/8, jusqu'au premier interlude, quant à lui composé de mesures alternant entre 6/8 et 7/8.
Le deuxième couplet reprend le même schéma que le premier, mais la section qui suit introduit des mesures 6/4 suivies par une 11/8 qui ramène la chanson sur un schéma de 5/8 et 7/8 alternant. Une dernière section de 6/8 et 7/8 amène la chanson sur son schéma final constitué de 7/8.
On retrouve par ailleurs et moins machinalement, les chiffrages :
- 3/8
- 3/4
- 4/8
- 2/4
- 9/8
- 2/8

Le groupe a évoqué le chiffrage 6.5/8, équivalent à 13/16.

## Membres du groupe lors de l'enregistrement de la chanson
- Maynard James Keenan - chant
- Adam Jones - guitare
- Justin Chancellor - basse
- Danny Carrey - batterie